# Консульство (дипломатія)

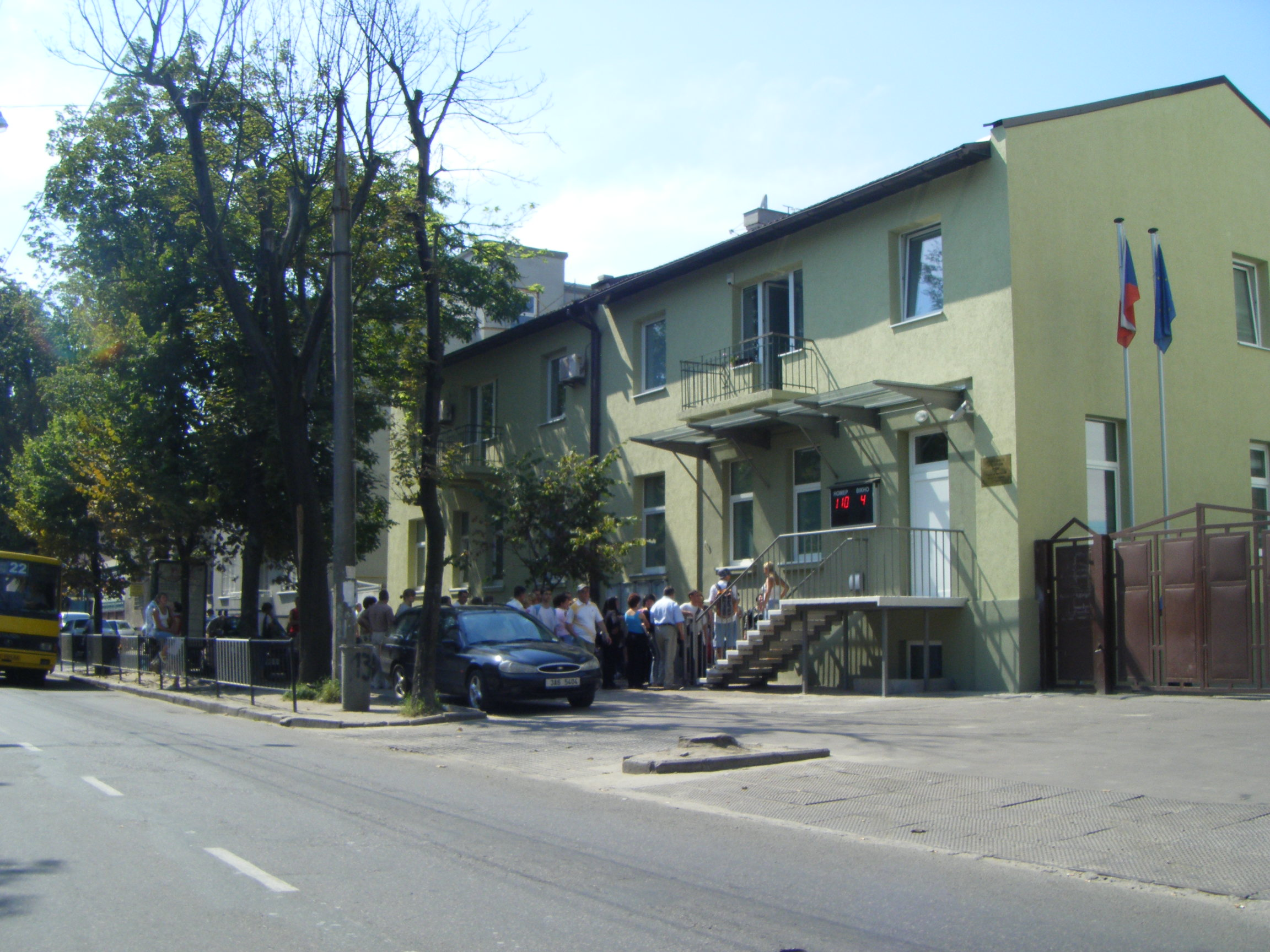
Чеське консульство у Львові

Консульство (консулят) — орган зовнішніх відносин держави, розміщений на території іншої держави (за згодою останньої) для виконання певних функцій. Район діяльності консула і місцеперебування консульства визначаються угодою між обома державами. Права, привілеї та імунітет консульства включають: право користуватися прапором і гербом своєї держави; недоторканність приміщення; звільнення від податків; недоторканність консульських архівів; свободу зносин консульства зі своїм урядом, дипломатичним представництвом, іншими консульствами своєї держави, де б вони не знаходилися, з використанням засобів зв'язку, шифрів, дипломатичних і консульських кур'єрів.

## Відмінність консульства від посольства, місії
У той час, як посольство займається в першу чергу розв'язанням політичних питань (переговори, збір інформації про країну перебування), консульство здійснює контакти з місцевою владою, займається обслуговуванням громадян, розв'язанням їхніх проблем у рамках законодавства і оформленням документів (візи, паспорти, нотаріальні документи, довідки та ін.)

## Типи консульських установ
Існують такі види консульських установ: генеральне консульство, консульство, віце-консульство, консульське агентство. В усіх цих випадках ніякої різниці у статусі цих установ немає. Зараз більшість консульських установ у світі має статус генерального консульства. У столичних містах може не існувати окремого консульської установи, а тільки діяти консульський відділ посольства. Консульський відділ не є самостійною установою, вищою інстанцією не є завідувач консульським відділом (якого можуть для зручності називати генеральним консулом, хоча це неточно), а посол. При цьому на співробітників консульського відділу поширюються дипломатичні (тобто ширші) привілеї та імунітети, а не консульські.

### Почесне консульство
Офіс почесного консула. Згідно з Положенням про нештатних (почесних) консулів України виконання окремих консульських функцій  може  бути  доручено  Міністерством закордонних справ України за погодженням з державою перебування нештатним (почесним) консулам України. Почесними консулами можуть бути   як громадяни України, так і іноземні громадяни, що займають помітне становище в суспільстві держави перебування і мають необхідні особисті якості.  Переваги, привілеї та імунітети почесних консулів визначаються відповідно до Віденської конвенції про консульські зносини.

## Консульські установи України
В Україні до "консульських установ" відносять генеральні консульства, консульства, віце-консульства та консульські агентства.
Консульські установи України захищають за кордоном права та інтереси України, юридичних осіб і громадян України. Також сприяють  розвиткові  дружніх  відносин України з іншими державами, розширенню економічних, торговельних, науково-технічних, гуманітарних, культурних, спортивних зв'язків і туризму. Консульські установи  сприяють  вихідцям  з  України  та їх нащадкам у підтримці контактів з Україною.
1. Генеральне консульство України в Чикаго (США, 1992)
2. Генеральне консульство України в Мюнхені (ФРН, 1992)
3. Генеральне консульство України в Нью-Йорку (США, 1992)
4. Генеральне консульство України в Торонто (Канада, 1993)
5. Генеральне консульство України в Гданську (Польща, 1994)
6. Генеральне консульство України в Стамбулі (Туреччина, 1994)
7. Генеральне консульство України в Тюмені (РФ, 1995)
8. Генеральне консульство України в Куритибі (Бразилія, 1996)
9. Генеральне консульство України в Кракові (Польща, 1997)
10. Генеральне консульство України в Санкт-Петербурзі (РФ, 1998)
11. Відділення посольства в Бонні (ФРН, 1999)
12. Генеральне консульство України в Алмати (Казахстан, 1999)
13. Генеральне консульство України в Шанхаї (КНР, 2001)
14. Генеральне консульство України в Сучаві (Румунія, 2001)
15. Генеральне консульство України у Варні (Болгарія, 2001)
16. Генеральне консульство України у Франкфурті (ФРН, 2002)
17. Генеральне консульство України в Единбурзі (Велика Британія, 2002)
18. Генеральне консульство України у Ростові-на-Дону (РФ, 2002)
19. Генеральне консульство України у Гамбурзі (ФРН, 2002)
20. Консульська агенція України в Поті (Грузія, 2002)
21. Генеральне консульство України в Мілані (Італія, 2002)
22. Генеральне консульство України у Ніредьгазі (Угорщина, 2003)
23. Генеральне консульство України в Любліні (Польща, 2003)
24. Генеральне консульство України у Сан-Франциско (США, 2003)
25. Генеральне консульство України у Пряшеві (Словаччина, 2003)
26. Генеральне консульство України в Бресті (Білорусь, 2003)
27. Генеральне консульство України у Барселоні (Іспанія, 2003)
28. Генеральне консульство України в Салоніках (Греція, 2003)
29. Генеральне консульство України в Ріо-де-Жанейро (Бразилія, 2004)
30. Генеральне консульство України у Владивостоці (РФ)